# Auckland International 2015
Die Auckland International 2015 im Badminton fanden vom 10. bis zum 13. September 2015 in Auckland statt.

## Die Sieger und Platzierten
| Disziplin    | Gold                                      | Silber                        | Bronze                                       |
| ------------ | ----------------------------------------- | ----------------------------- | -------------------------------------------- |
| Herreneinzel | Lu Chia-hung                              | Huang Yu-yu                   | Luis Ramón Garrido                           |
| Herreneinzel | Lu Chia-hung                              | Huang Yu-yu                   | Lai Yu-Hua                                   |
| Dameneinzel  | Lee Chia-hsin                             | Sung Shuo-yun                 | Lai I-ting                                   |
| Dameneinzel  | Lee Chia-hsin                             | Sung Shuo-yun                 | Julia Wong Pei Xian                          |
| Herrendoppel | Darren Isaac Devadass Vountus Indra Mawan | Po Li-wei Yang Ming-tse       | Anthony Joe Pit Seng Low                     |
| Herrendoppel | Darren Isaac Devadass Vountus Indra Mawan | Po Li-wei Yang Ming-tse       | Liu Wei-chi Lu Chia-hung                     |
| Damendoppel  | Setyana Mapasa Gronya Somerville          | Pan Tzu-chin Tsai Hsin-yu     | Chang Ching-hui Chang Hsin-tien              |
| Damendoppel  | Setyana Mapasa Gronya Somerville          | Pan Tzu-chin Tsai Hsin-yu     | Alyse Derby Rebecca Goddard                  |
| Mixed        | Lee Chia-han Lee Chia-hsin                | Wu Yuan-cheng Chang Hsin-tien | Kevin Dennerly-Minturn Susannah Leydon-Davis |
| Mixed        | Lee Chia-han Lee Chia-hsin                | Wu Yuan-cheng Chang Hsin-tien | Yang Ming-tse Chen Wan-ting                  |